# 臼杵鑑速
臼杵鑑速（うすき あきすみ・あきはや、1520年—1574年6月16日），豐後國大友氏庶流戶次氏一族，大友氏的家臣，臼杵長景次子，本名鑑景，起初仕於大友義鑑。元服之際與哥哥鑑榮、鑑續同時拜領義鑑名諱｢鑑｣字。並從父親長景拜領另一字「景」字，是為鑑景，後改名為鑑速。義鑑死後繼續侍奉其子大友義鎮（宗麟），與次兄鑑續同樣於外交面活躍。義鎮元服之際從室町幕府將軍足利義晴拜領「義」字，擔任豐前國與筑前國的守護職，有關與安藝國毛利氏等鄰近諸國交涉事項，都由吉岡長增與鑑速協助處理。長增死後，鑑速獨自擔任與薩摩國島津氏的外交事項。軍事方面，在與肥後國菊池氏及毛利氏等會戰，也相當活躍並擔任過指揮。
弘治年間因哥哥受命擔任加判眾職務，哥哥原本在豊前及筑前的職務由鑑速繼承。與戶次鑑連（立花道雪）及吉弘鑑理合稱大友氏的「三老」。先後擔任與筑前立花氏、秋月氏、肥前國龍造寺氏、毛利軍侵攻北九州等戰役之將領。晩年將家督讓與嫡男統景後引退。
天正6年（1578年）耳川之戰大友軍大敗後，立花道雪從筑前寫信：「吉岡宗歡、臼杵鑑速死後、大友的政治就每況愈下」藉此發出感嘆之言。江戶時期豐後的三賢人三浦梅園稱：「臼杵鑑速、吉岡宗歡如果還在世，就不致發生耳川之戰」。『高橋記』中則讚賞鑑速為「才德勇猛的良將」。